# Saint-Vallier (Droma)
Sant Valier (en francès Saint-Vallier) és un municipi francès situat al departament de la Droma i a la regió d'Alvèrnia-Roine-Alps.